# The Law of Devil's Land
The Law of Devil's Land (〜魔界典章〜?, THE LAW OF DEVIL'S LAND) è il terzo album in studio del gruppo heavy metal giapponese Loudness, pubblicato il 21 gennaio 1983 per l'etichetta discografica Nippon Columbia.

## Il disco
L'album rappresenta un punto di svolta nella storia del gruppo in quanto, grazie a brani ritenuti significativi nella produzione del gruppo (alcuni di essi, come In the Mirror e Sleepless Night, saranno riregistrati in forma riadattata dagli stessi Loudness per l'album On the Prowl del 1991), i Loudness riusciranno ad ottenere il primo ingaggio per un tour in Europa e in Nord America.
L'album, interamente cantato in giapponese, non è mai stato pubblicato al di fuori del Giappone: è stato però ripubblicato in formato CD nel 1993, dall'etichetta discografica Denon.

## Tracce
1. Theme of Loudness (Part II) (Akira Takasaki) - 1:52
2. In the Mirror (Minoru Niihara, Takasaki) - 3:41
3. Show Me the Way (Niihara, Takasaki) - 6:05
4. I Wish You Were Here (Niihara, Takasaki) - 3:45
5. Mr. Yes Man (Niihara, Takasaki) - 6:57
6. The Law of Devil's Land (Niihara, Takasaki) - 4:56
7. Black Wall (Niihara, Takasaki) - 5:06
8. Sleepless Night (Niihara, Takasaki) - 4:48
9. Speed (Niihara, Takasaki) - 5:32

## Formazione
- Minoru Niihara - voce
- Akira Takasaki - chitarra
- Masayoshi Yamashita - basso
- Munetaka Higuchi - batteria